# Colli del Trasimeno Cabernet Sauvignon
Le Colli del Trasimeno Cabernet Sauvignon est un vin rouge de la région Ombrie doté d'une appellation DOC depuis le 13 janvier 1972. Seuls ont droit à la DOC les vins récoltés à l'intérieur de l'aire de production définie par le décret.
Le vin rouge du Colli del Trasimeno Cabernet Sauvignon répond à un cahier des charges moins exigeant que le Colli del Trasimeno Cabernet Sauvignon riserva, essentiellement en relation avec le taux d’alcool et avec un vieillissement de deux ans de la riserva. 

## Aire de production
Les vignobles autorisés se situent en province de Pérouse près du Lac Trasimène dans les communes de Castiglione del Lago, Città della Pieve, Paciano, Piegaro, Panicale, Pérouse, Corciano, Magione, Passignano sul Trasimeno et Tuoro sul Trasimeno.

## Caractéristiques organoleptiques
- couleur : rouge rubis  intense  avec des reflets violacés tendant vers un rouge orange après vieillissement
- odeur : caractéristique, agréable, intense, herbacé
- saveur : sec, harmonique, bien structuré, tannique

Le Colli del Trasimeno Cabernet Sauvignon se déguste à une température de 14 à 16 °C et il se garde 2 – 4 ans.

## Production
Province, saison, volume en hectolitres :
- pas de données disponibles